# 도은영
도은영(1983년 2월 15일 ~ 2015년 8월 3일)은 대한민국의 가수였다. 2005년 MBC 드라마 굳세어라 금순아 OST '기도할게요'로 데뷔했다.

## 방송
- 슈퍼 디바 2012 (2012) - Top8(5위)

## 음반
- 굳세어라 금순아 OST (2005)
- 카르멘 (Digital Album) (2007)
- 오디션 박스 Part 1 (2015)